# Terpsichore youngii
Terpsichore youngii là một loài dương xỉ trong họ Polypodiaceae. Loài này được B. León & A.R. Sm. mô tả khoa học đầu tiên năm 2003.